# Vuolep Allakasjaure
Vuolep Allakasjaure är en sjö i Kiruna kommun i Lappland och ingår i Skjomavassdragets huvudavrinningsområde. Sjön har en area på 0,403 kvadratkilometer och ligger 996 meter över havet.

## Delavrinningsområde
Vuolep Allakasjaure ingår i det delavrinningsområde (756432-159903) som SMHI kallar för Mynnar i Norge. Medelhöjden är 1 194 meter över havet och ytan är 27,72 kvadratkilometer. Det finns inga avrinningsområden uppströms utan avrinningsområdet är högsta punkten. Avrinningsområdets utflöde Rádjejohka (Allakasjåkka) mynnar i havet. Avrinningsområdet består mestadels av kalfjäll (92 procent). Avrinningsområdet har 1,57 kvadratkilometer vattenytor vilket ger det en sjöprocent på 5,6 procent. Delavrinningsområdet täcks till 1,73 procent av glaciärer, med en yta av 0,48 kvadratkilometer.